# De Maxx
De Maxx was een Vlaams radioprogramma op Studio Brussel. De Maxx was de opvolger van het weekendprogramma Keineig en werd aanvankelijk uitgezonden op zaterdag- en zondagnamiddag. Later was het programma enkel nog te horen op zaterdag van 13 uur tot 19 uur. De slogan van De Maxx was "No Maxx, no weekend" en “Maxximize your weekend met De Maxx”.
Bij de lancering van De Maxx was de brede muzikale invulling voor Studio Brussel redelijk uitzonderlijk. Het programma ging van rock en dance tot pop, hiphop en r&b. Ook werden songs aan elkaar gemixt, iets wat wel al gebeurde in de avondprogramma's maar niet overdag. Ook de eerste jingles vielen op. Die waren ingesproken door een presentatrice van het Franstalige Radio 21 waardoor de Engelstalige jingles een uitgesproken Franse tongval hadden. Dit alles gaf De Maxx een heel eigen smoel.
Het programma werd door de jaren heen gepresenteerd door Jeroen Roppe, Libelia De Splenter, Stijn Smets, Ilse Liebens, Michèle Cuvelier en Joren Carels. Vaste vervangers waren Stijn Maris en Joris Lenaerts.

## Compilatie-cd’s
Er worden geregeld ook compilatie-cd’s uitgebracht van de Maxx. Deze bestaan uit 2 cd’s, de eerste cd bevat allemaal recente muziek, de tweede cd bevat oudere liedjes of is gebaseerd op een specifiek thema. De Maxx Long Player 35 was de enige uitgave die bestond uit 3 cd’s, de derde cd bevat een volledige remix van de 2 andere cd’s.

## Overzicht-cd’s (uitgave)
- De Maxx LP 38 : the funky edition (24-03-2017)
- De Maxx LP 37 : the retro edition (07-10-2016)
- De Maxx LP 36 : the future beats edition (05-04-2016)
- De Maxx LP 35 : the remix edition (13-11-2015)
- De Maxx LP 34 : the rap edition  (15-06-2015)
- De Maxx LP 33 : female voices edition (06-03-2015)
- De Maxx LP 32 : uk edition (28-11-2014)
- De Maxx LP 31 (bevat geen subtitel) (22-09-2014)
- De Maxx LP 30 : origins of house and techno edition (30-06-2014)
- De Maxx LP 29 (bevat geen subtitel)  (17-03-2014)
- De Maxx LP 28 : the deep edition (18-11-2013)
- De Maxx LP 27 (bevat geen subtitel) (21-06-2013)
- De Maxx LP 26 : drum ’n’ bass edition (15-04-2013)
- De Maxx LP 25 : lost classics edition (22-11-2012)
- De Maxx LP 24 : the summer edition (18-06-2012)
- De Maxx LP 23 : retro house edition (23-03-2012)
- De Maxx LP 22 : the dubstep edition (22-11-2011)
- De Maxx LP 21 : the originals edition (04-07-2011)
- De Maxx LP 20 : all time classixx edition (25-03-2011)
- De Maxx LP 19 : another remix edition (13-11-2010)
- De Maxx LP 18 (bevat geen subtitel) (23-06-2010)
- De Maxx LP 17 (bevat geen subtitel) (29-03-2010)
- De Maxx LP 16 (bevat geen subtitel) (04-11-2009)
- De Maxx LP 15 : oldskool edition (15-05-2009)
- De Maxx LP 14 : remix edition (28-11-2008)
- De Maxx LP 13 : summer edition (16-06-2008)
- De Maxx LP 12 : electro edition (23-11-2007)
- De Maxx LP 11 : urban special edition (25-06-2007)
- De Maxx LP 10 : house edition (17-11-2006)
- De Maxx LP 9 (bevat geen subtitel) (22-05-2006)
- De Maxx LP 8 (bevat geen subtitel) (25-04-2005)
- De Maxx LP 7 (bevat geen subtitel) (29-11-2004)
- De Maxx LP 6 (bevat geen subtitel) (24-05-2004)
- De Maxx LP 5 (bevat geen subtitel) (17-11-2003)
- De Maxx LP 4 : classics only edition (28-06-2003)
- De Maxx LP 3 (bevat geen subtitel) (02-09-2002)
- De Maxx LP 2 (bevat geen subtitel) (10-12-2001)
- De Maxx LP 1 (bevat geen subtitel) (2001)